# Cryptocentrum peruvianum
Cryptocentrum peruvianum là một loài thực vật có hoa trong họ Lan. Loài này được (Cogn.) C.Schweinf. mô tả khoa học đầu tiên năm 1946.